# خوان فيليبي أوسوريو
خوان فيليبي أوسوريو (بالإسبانية: Juan Felipe Osorio)‏ هو دراج كولومبي، ولد في 30 يناير 1995 في لا يونيون في كولومبيا.

## وصلات خارجية
- خوان فيليبي أوسوريو على موقع الاتحاد الدولي للدراجات (الإنجليزية)
- خوان فيليبي أوسوريو على موقع أرشيف الدراجات (الإنجليزية)
- خوان فيليبي أوسوريو على موقع إحصائيات الدراجات الإحترافية (الإنجليزية)
- خوان فيليبي أوسوريو على موقع نسبة الدراجات (الإنجليزية)